# Flappie
Flappie ist der Name eines 1978 vom Kabarettisten Youp van ’t Hek geschriebenen  niederländischen Liedes. Die Melodie stammt von Jan Kokken. Das anfangs eher wenig erfolgreiche Stück war ursprünglich kein Weihnachtslied. Inzwischen zählt es zu den bekanntesten Weihnachtsliedern der Niederlande. Außergewöhnlich ist ein gewisser schwarzer Humor, der sonst eher untypisch für Lieder dieses Genres ist.

## Das Lied
Das Lied beschreibt die fiktiven Erinnerungen eines kleinen Jungen an den ersten Weihnachtstag des Jahres 1961. Da der Text in der Ich-Perspektive geschrieben ist, der Erzähler des Liedes als „Youp“ angesprochen wird und van ’t Hek 1961 auch ein kleiner Junge war, wirkt die Geschichte, als würde van ’t Hek aus seiner Kindheit erzählen. Es beginnt damit, dass am Morgen der Stall von Youps Kaninchen „Flappie“ leer ist. Seine Mutter sagt ihm, dass er nicht in den Fahrradschuppen gehen darf, wo sein Vater beschäftigt ist. Wenn er aber brav spielen ginge, würde er eine Süßigkeit bekommen.
Im folgenden Refrain erinnert sich Youp, dass er am Abend vorher, wie jeden Abend, den Kaninchenstall sorgfältig verschlossen hat. An diesem Abend, dem Heiligen Abend, ist er sogar noch einmal zurückgegangen und hat lange vor dem Stall gestanden, als ob er eine Vorahnung gehabt hätte.
Die zweite Strophe beschreibt die Suche nach Flappie. Youp und seine Familie – einschließlich des Vaters – suchen Flappie überall – außer im Fahrradschuppen, weil er da „ja nicht sein könne“, wie Youp seinen Vater zitiert. Nach der Wiederholung des Refrains wird in der dritten Strophe das abendliche Weihnachtsessen der Familie geschildert, bei dem Youp nur an Flappie denken kann und keinen Bissen herunterbekommt. Dann erscheint das Hauptgericht, und der Vater ruft fröhlich: „Sieh mal, Youp, da ist ja Flappie!“ Als Youp das zerteilte Kaninchen auf der Platte liegen sieht, findet er seinen Vater zum ersten Mal fürchterlich.
Nun folgt wieder die Melodie des Refrains, allerdings mit einem veränderten Text, der Youps Reaktion darstellt: Er läuft wütend nach oben, schimpft, flucht und steht noch lange vor dem Fenster, den leeren Stall betrachtend.
Die vierte Strophe ist auf vier Zeilen verkürzt und nimmt den Text der ersten Strophe wieder auf, aber Zeit und Personen sind geändert: Diesmal wird der zweite Weihnachtstag beschrieben, und das Bett von Youps Vater ist leer. Youp erklärt seiner Mutter, dass sie nicht in den Fahrradschuppen gehen dürfe und eine Süßigkeit bekäme, wenn sie brav spielen ginge. Damit endet das Lied, ohne Wiederholung des Refrains. Alles Weitere bleibt der Phantasie des Zuhörers überlassen.

## Geschichte des Liedes
Die Studenten-Kabarettgruppe von van ’t Heks Schwester wollte 1978 an einem Kabarettwettbewerb teilnehmen und bat van ’t Hek, ein Lied dafür zu schreiben. Mit der Erklärung Ein Lied kann von allem handeln, zum Beispiel auch von einem toten Weihnachtskaninchen schrieb er das Lied – nach eigener Angabe binnen zehn Minuten. Nachdem das Lied bei dem Wettbewerb gut ankam, stellte er es seiner eigenen Kabarettgruppe Cabaret NAR vor. Deren Pianist, Jan Kokken, schrieb daraufhin die heute bekannte Melodie dazu. Im gleichen Jahr erschien das Lied auf der LP Romantiek met mayonaise von Youp van ’t Hek und Cabaret NAR. 1981 wurde Flappie dann auf einer Single von Cabaret NAR veröffentlicht, auf deren B-Seite das Lied Jonge Lotgenoten (Junge Schicksalsgenossen) war. 1985 erschien Flappie, wieder unter dem Namen van ’t Heks, erstmals als CD.
Eine Platzierung in den Charts konnte damals nicht erreicht werden. Erst zum Jahreswechsel 2010/2011 kam Flappie erstmals auf Platz 59 der Niederländischen Single Top 100. Dies wiederholte sich zum Jahreswechsel 2011/2012 sowie 2012/2013. In den Top 2000, einer jährlichen Rangliste der Hörer des niederländischen Radiosenders NPO Radio 2, war Flappie seit 2003 jedes Jahr vertreten. Die höchste Platzierung war dabei Platz 242 im Jahr 2004. 2013 wurde Flappie von den Hörern des Niederländischen Radiosenders Q-Music zum beliebtesten Weihnachtslied gewählt.

## Eingang in die populäre Kultur des niederländischen Sprachraums
Der Name Flappie ist in den Niederlanden ein relativ üblicher Kaninchenname und leitet sich von flaporen (Schlappohren) ab. Dank des Liedes und seiner Verbreitung ist Flappie aber im Niederländischen zu einem umgangssprachlichen Begriff für Kaninchen an sich geworden.
Infolge der Bekanntheit des Liedes wurde Flappies Geschichte in den niederländischen Medien vielfach aufgegriffen. So berichtete die Zeitung De Telegraaf im Dezember 2006 unter dem Titel Flappies vrezen Kerstdagen (Flappies fürchten Weihnachtstage) darüber, dass viele Tierheime in den Wochen vor Weihnachten keine Kaninchen mehr vermitteln, um zu vermeiden, dass es diesen Kaninchen ähnlich wie Flappie ergeht.
Die gesellschaftliche Entwicklung, dass Kaninchen heute eher als Haustiere denn als Nutztiere angesehen werden und ihre Schlachtung als inakzeptabel gilt, wird im niederländischen Sprachraum eng mit dem Schicksal Flappies verbunden. So bezeichnen Medien dieses Phänomen auch als „Flappie-Syndrom“ (flappie-syndroom oder Flappie-syndroom), und eine 2012 veröffentlichte Masterarbeit zu der Thematik trug den Titel Flappie met pruimen (Flappie mit Pflaumen).
Auch wird das Flappie-Motiv zur Weihnachtszeit von Werbespots aufgegriffen. In einem Werbespot der niederländischen Baumarktkette Praxis von 2010 wird ein Junge gezeigt, der mit Brettern, Nägeln, Schrauben und Ketten einen Kaninchenstall sichert. Als der Junge am Ende weggeht, sieht man, dass der Stall mit Flappie beschriftet ist.
In einem Werbespot des Versandhändlers bol.com, der 2014 in leicht unterschiedlichen Fassungen in den Niederlanden sowie im niederländischsprachigen Belgien gesendet wurde, sieht man ein Kaninchen namens Flappie, das die Weihnachtsvorbereitungen seiner Familie mit ängstlichen Blicken verfolgt. Diese Angst wird unter anderem dadurch geschürt, dass in der Küche Messer geschärft werden und in der belgischen Fassung zusätzlich ein Kochbuch mit einem Kaninchenrezept zu sehen ist. Am Weihnachtsabend wird das Kaninchen vom Vater aus dem Kaninchenstall geholt, woraufhin es die Augen schließt. Nach dem Öffnen der Augen erweist sich die Angst als unberechtigt – das Kaninchen wird nicht geschlachtet, sondern erhält einen riesengroßen neuen Stall, der mit Villa Flappie beschriftet ist. Bei der Verleihung des Gouden Loeki, dem niederländischen Wettbewerb um dem besten Werbespot, erreichte dieser den zweiten Platz.
Im Jahr 2020 machte der amerikanische Sänger Todd Rundgren eine englische Version des Liedes und übersetzte den Text wörtlich.